# Ruschia diversifolia
Ruschia diversifolia är en isörtsväxtart som beskrevs av L. Bol. Ruschia diversifolia ingår i släktet Ruschia och familjen isörtsväxter. Inga underarter finns listade i Catalogue of Life.